# Составы Секретариата ЦК КПСС
Коммунистическая партия Советского Союза — правящая партия в Союзе Советских Социалистических Республик, основной идеологией которой являлся марксизм-ленинизм, с начала 1920-х годов до марта 1990 года действовавшая в условиях однопартийной системы, что в отдельные периоды было закреплено конституционно. Исторически была основана в 1898 году как Российская социал-демократическая рабочая партия (аббрев. РСДРП), с весны 1917 года использовалось отсутствующее в партийных документах название большевистской фракции Российская социал-демократическая рабочая партия (большевиков) (аббрев. РСДРП(б)), с марта 1918 года — Российская коммунистическая партия (большевиков) (аббрев. РКП(б)), с декабря 1925 года — Всесоюзная коммунистическая партия (большевиков) (аббрев. ВКП(б)), с октября 1952 года — Коммунистическая партия Советского Союза (аббрев. КПСС). Руководящим партийным органом являлся съезд или партийная конференция, образующие для работы между ними Центральный комитет партии (ЦК). Однако в связи с относительной редкостью (в последний период — не реже одного раза в полгода) проведения Пленумов ЦК как пленарных заседаний членов и кандидатов в члены ЦК для целей принятия решений по текущим вопросам им образовывались коллегиальные руководящие органы: Политическое бюро (в отдельные периоды Бюро и Президиум), Организационное бюро, а также Секретариат, в состав которого также входил Председатель Секретариата — в 1918 году (), Ответственный секретарь — в 1919 (), 1920 () и 1921 () годах, Генеральный секретарь — в 1922 (), 1923 (), 1924 (), 1926 (), 1927 (), 1930 (), 1966 (), 1971 (), 1976 (), 1981 (), 1986 () и 1990 () годах, Первый секретарь — в 1953 (), 1956 (), 1961 () годах. Единожды, в 1990 году, был избран также Заместитель Генерального секретаря (). Секретари Центрального комитета, члены и кандидаты в члены Секретариата включены в настоящий список, организованный как перечень составов этого органа, формировавшихся избранными на съездах и конференциях составами Центрального комитета. Впервые Секретариат был создан на заседании Узкого состава ЦК партии 6 [19] августа 1917 года, избранного накануне на Пленуме ЦК, прошедшем 5 [18] августа 1917 года после состоявшегося в Петрограде с 26 июля [8 августа] 1917 года по 3 [16] августа 1917 года VI съезда, взявшего «курс на вооружённое восстание» (однако ранее, 28 февраля [13 марта] 1917 года, секретарём Бюро ЦК избиралась Елена Дмитриевна Стасова).
После победы восстания положение пришедшей к власти партии требовало оперативного решения множества вопросов в условиях, когда Пленум ЦК собрать было сложно и не всегда осуществимо. Состоявшийся в Москве с 18 по 23 марта 1919 года VIII съезд обобщил сложившуюся практику потребности повседневного руководства и создал Секретариат на постоянной основе. Изменение статуса исполнительных органов партии произошло на состоявшемся в Москве с 5 по 14 октября 1952 года XIX съезде: в числе изменений Секретариату были переданы функции Организационного бюро («…для руководства текущей работой, главным образом по организации проверки исполнения решений партии и по подбору кадров»). Последующие изменения устава полномочия Секретариата не затрагивали.

## Секретарь Бюро ЦК РСДРП(б) (1917)
Секретарь Бюро Центрального комитета РСДРП(б), назначенный 28 февраля [13 марта] 1917 года Центральным комитетом РСДРП(б), избранным на состоявшейся в Праге с 26 декабря 1911 [8 января 1912] года по 17 [30] января 1912 года VI конференции РСДРП (с последующей кооптацией членов Центрального комитета).
| Портрет | Имя (годы жизни)                     | Полномочия                 | Полномочия          | Другие должности                                    | Пр.                  |
| Портрет | Имя (годы жизни)                     | Начало                     | Окончание           | Другие должности                                    | Пр.                  |
| ------- | ------------------------------------ | -------------------------- | ------------------- | --------------------------------------------------- | -------------------- |
|         | Елена Дмитриевна Стасова (1873—1966) | 28 февраля [13 марта] 1917 | 6 [19] августа 1917 | • член Русского бюро Центрального комитета РСДРП(б) | [ 10 ] [ 11 ] [ 12 ] |

## Секретариат ЦК РСДРП(б) (1917)
Секретариат Центрального комитета РСДРП(б), избранный 6 [19] августа 1917 года на заседании Узкого состава Центрального комитета РСДРП(б), избранного Центральным комитетом, избранным на состоявшемся в Петрограде с 26 июля [8 августа] 1917 года по 3 [16] августа 1917 года VI съезде РСДРП(б).
| Портрет | Имя (годы жизни)                                                           | Полномочия          | Полномочия   | Другие должности | Пр.                  |
| Портрет | Имя (годы жизни)                                                           | Начало              | Окончание    | Другие должности | Пр.                  |
| ------- | -------------------------------------------------------------------------- | ------------------- | ------------ | --- | -------------------- |
|         | Феликс Эдмундович Дзержинский (1877—1926) пол. Feliks Dzierżyński          | 6 [19] августа 1917 | 8 марта 1918 | • член Узкого состава Центрального комитета РСДРП(б) | [ 13 ] [ 14 ] [ 15 ] |
|         | Адольф Абрамович Иоффе (1883—1927)                                         | 6 [19] августа 1917 | 8 марта 1918 | • член Узкого состава Центрального комитета РСДРП(б) • гласный Петроградской городской (Центральной) думы, глава фракции большевиков • член Президиума Петроградского совета рабочих и солдатских депутатов • делегат Всероссийского демократического совещания — с 14 [27] сентября 1917 по 22 сентября [5 октября] 1917 • член Всероссийского демократического совета — с 20 сентября [3 октября] 1917 по 2 [15] октября 1917 • член Временного совета Российской республики — с 2 [15] октября 1917 | [ 16 ] [ 17 ] [ 18 ] |
|         | Матвей Константинович Муранов (1873—1959)                                  | 6 [19] августа 1917 | 8 марта 1918 | • член Узкого состава Центрального комитета РСДРП(б) • делегат Всероссийского демократического совещания — с 14 [27] сентября 1917 по 22 сентября [5 октября] 1917 | [ 19 ] [ 20 ] [ 21 ] |
|         | Яков Михайлович Свердлов (1885—1919) урожд. Ешуа-Соломон Мовшевич Свердлов | 6 [19] августа 1917 | 8 марта 1918 | • член Узкого состава Центрального комитета РСДРП(б) | [ 22 ] [ 23 ] [ 24 ] |
|         | Елена Дмитриевна Стасова (1873—1966)                                       | 6 [19] августа 1917 | 8 марта 1918 | • член Узкого состава Центрального комитета РСДРП(б) | [ 10 ] [ 11 ] [ 12 ] |

## Секретариат ЦК РКП(б) (1918)
Секретариат Центрального комитета РКП(б), избранный 8 марта 1918 года Центральным комитетом РКП(б), избранным на состоявшемся в Петрограде с 6 по 8 марта 1918 года VII экстренном съезде РСДРП(б).
| Портрет | Имя (годы жизни)                                                                                               | Полномочия   | Полномочия    | Другие должности | Пр.                  |
| Портрет | Имя (годы жизни)                                                                                               | Начало       | Окончание     | Другие должности | Пр.                  |
| ------- | --- | ------------ | ------------- | --- | -------------------- |
|         | Яков Михайлович Свердлов (1885—1919) урожд. Ешуа-Соломон Мовшевич Свердлов Председатель Секретариата ЦК РКП(б) | 8 марта 1918 | 16 марта 1919 | • член Бюро Центрального комитета РКП(б) • Председатель Всероссийского центрального исполнительного комитета • член Организационного бюро Центрального комитета РКП(б) — с 16 января 1919 | [ 22 ] [ 23 ] [ 24 ] |
|         | Елена Дмитриевна Стасова (1873—1966)                                                                           | 8 марта 1918 | 25 марта 1919 | • член Президиума Петроградской губернской Чрезвычайной комиссии — 1918 • член Петроградского бюро ЦК РКП(б) — 1918 • член Бюро Центрального комитета РКП(б) — с 11 марта 1919            | [ 10 ] [ 11 ] [ 12 ] |

## Секретариат ЦК РКП(б) (1919)
Секретариат Центрального комитета РКП(б), избранный 25 марта 1919 года Пленумом Центрального комитета РКП(б), избранного на состоявшемся в Москве с 18 по 23 марта 1919 года VIII съезде РКП(б).
| Портрет | Имя (годы жизни)                                                                                | Полномочия     | Полномочия    | Другие должности | Пр.                  |
| Портрет | Имя (годы жизни)                                                                                | Начало         | Окончание     | Другие должности | Пр.                  |
| ------- | ----------------------------------------------------------------------------------------------- | -------------- | ------------- | --- | -------------------- |
|         | Николай Николаевич Крестинский (1883—1938) Ответственный секретарь ЦК РКП(б) (c 29 ноября 1919) | 29 ноября 1919 | 5 апреля 1920 | • член Политического бюро Центрального комитета РКП(б) • Народный комиссар финансов РСФСР • член Организационного бюро Центрального комитета РКП(б)            | [ 27 ] [ 28 ] [ 29 ] |
|         | Елена Дмитриевна Стасова (1873—1966) Ответственный секретарь ЦК РКП(б) (до 29 ноября 1919)      | 25 марта 1919  | 5 апреля 1920 | • член Организационного бюро Центрального комитета РКП(б) • кандидат в члены Политического бюро Центрального комитета РКП(б) — с 13 апреля по 26 сентября 1919 | [ 10 ] [ 11 ] [ 12 ] |

## Секретариат ЦК РКП(б) (1920)
Секретариат Центрального комитета РКП(б), избранный 5 апреля 1920 года Пленумом Центрального комитета РКП(б), избранного на состоявшемся в Москве с 29 марта по 5 апреля 1920 года IX съезде РКП(б).
| Портрет | Имя (годы жизни)                                                             | Полномочия    | Полномочия    | Другие должности | Пр.                  |
| Портрет | Имя (годы жизни)                                                             | Начало        | Окончание     | Другие должности | Пр.                  |
| ------- | ---------------------------------------------------------------------------- | ------------- | ------------- | --- | -------------------- |
|         | Николай Николаевич Крестинский (1883—1938) Ответственный секретарь ЦК РКП(б) | 5 апреля 1920 | 16 марта 1921 | • член Политического бюро Центрального комитета РКП(б) • Народный комиссар финансов РСФСР • член Организационного бюро Центрального комитета РКП(б) | [ 27 ] [ 28 ] [ 29 ] |
|         | Евгений Алексеевич Преображенский (1886—1937)                                | 5 апреля 1920 | 16 марта 1921 | • член Организационного бюро Центрального комитета РКП(б) • член Контрольной комиссии РКП(б)                                                        | [ 31 ] [ 32 ] [ 33 ] |
|         | Леонид Петрович Серебряков (1888—1937)                                       | 5 апреля 1920 | 16 марта 1921 | • член Организационного бюро Центрального комитета РКП(б) • секретарь Всероссийского центрального исполнительного комитета — до 31 декабря 1920     | [ 34 ] [ 35 ] [ 36 ] |

## Секретариат ЦК РКП(б) (1921)
Секретариат Центрального комитета РКП(б), избранный 16 марта 1921 года года Пленумом Центрального комитета РКП(б), избранного на состоявшемся в Москве с 8 по 16 марта 1921 года X съезде РКП(б).
| Портрет | Имя (годы жизни)                                                                                             | Полномочия    | Полномочия     | Другие должности | Пр.                  |
| Портрет | Имя (годы жизни)                                                                                             | Начало        | Окончание      | Другие должности | Пр.                  |
| ------- | --- | ------------- | -------------- | --- | -------------------- |
|         | Вячеслав Михайлович Молотов (1890—1986) урожд. Вячеслав Михайлович Скрябин Ответственный секретарь ЦК РКП(б) | 16 марта 1921 | 3 апреля 1922  | • 1-й секретарь Центрального комитета КП(б) Украины — до 22 марта 1921 • член Политического бюро Центрального комитета КП(б) Украины — до 21 июля 1921 • член Организационного бюро Центрального комитета КП(б) Украины — до 21 июля 1921 • кандидат в члены Политического бюро Центрального комитета РКП(б) • член Организационного бюро Центрального комитета РКП(б) | [ 38 ] [ 39 ] [ 40 ] |
|         | Василий Михайлович Михайлов (1894—1937)                                                                      | 16 марта 1921 | 3 апреля 1922  | • член Организационного бюро Центрального комитета РКП(б) | [ 41 ] [ 42 ] [ 43 ] |
|         | Емельян Михайлович Ярославский (1878—1943) урожд. Миней Израилевич Губельман                                 | 16 марта 1921 | 8 августа 1921 | • член Организационного бюро Центрального комитета РКП(б) | [ 44 ] [ 45 ] [ 46 ] |

## Секретариат ЦК РКП(б) (1922)
Секретариат Центрального комитета РКП(б), избранный 3 апреля 1922 года года Пленумом Центрального комитета РКП(б), избранного на состоявшемся в Москве с 27 марта по 2 апреля 1922 года XI съезде РКП(б).
| Портрет | Имя (годы жизни) | Полномочия    | Полномочия     | Другие должности | Пр.                  |
| Портрет | Имя (годы жизни) | Начало        | Окончание      | Другие должности | Пр.                  |
| ------- | --- | ------------- | -------------- | --- | -------------------- |
|         | Иосиф Виссарионович Сталин (1878—1953) урожд. Иосиф Виссарионович Джугашвили груз. იოსებ ბესარიონის ძე ჯუღაშვილი Генеральный секретарь ЦК РКП(б) | 3 апреля 1922 | 26 апреля 1923 | • член Политического бюро Центрального комитета РКП(б) • Народный комиссар по делам национальностей РСФСР • Народный комиссар рабоче-крестьянской инспекции РСФСР — до 6 мая 1922 • член Организационного бюро Центрального комитета РКП(б) | [ 48 ] [ 49 ] [ 50 ] |
|         | Валериан Владимирович Куйбышев (1888—1935) | 3 апреля 1922 | 26 апреля 1923 | • член Организационного бюро Центрального комитета РКП(б) | [ 51 ] [ 52 ] [ 53 ] |
|         | Вячеслав Михайлович Молотов (1890—1986) урожд. Вячеслав Михайлович Скрябин                                                                       | 3 апреля 1922 | 26 апреля 1923 | • кандидат в члены Политического бюро Центрального комитета РКП(б) • член Организационного бюро Центрального комитета РКП(б) | [ 38 ] [ 39 ] [ 40 ] |

## Секретариат ЦК РКП(б) (1923)
Секретариат Центрального комитета РКП(б), избранный 26 апреля 1923 года Пленумом Центрального комитета РКП(б), избранного на состоявшемся в Москве с 17 по 25 апреля 1923 года XII съезде РКП(б).
| Портрет                        | Имя (годы жизни) | Полномочия     | Полномочия     | Другие должности | Пр.                  |
| Портрет                        | Имя (годы жизни) | Начало         | Окончание      | Другие должности | Пр.                  |
| ------------------------------ | --- | -------------- | -------------- | --- | -------------------- |
|                                | Иосиф Виссарионович Сталин (1878—1953) урожд. Иосиф Виссарионович Джугашвили груз. იოსებ ბესარიონის ძე ჯუღაშვილი Генеральный секретарь ЦК РКП(б) | 26 апреля 1923 | 2 июня 1924    | • член Политического бюро Центрального комитета РКП(б) • Народный комиссар по делам национальностей РСФСР — до 7 июля 1923 • член Организационного бюро Центрального комитета РКП(б)                                                                     | [ 48 ] [ 49 ] [ 50 ] |
|                                | Андрей Андреевич Андреев (1895—1971) | 3 февраля 1924 | 2 июня 1924    | • член Организационного бюро Центрального комитета ВКП(б) • Председатель Центрального комитета Союза железнодорожников | [ 55 ] [ 56 ] [ 57 ] |
|                                | Вячеслав Михайлович Молотов (1890—1986) урожд. Вячеслав Михайлович Скрябин                                                                       | 26 апреля 1923 | 2 июня 1924    | • кандидат в члены Политического бюро Центрального комитета РКП(б) • член Организационного бюро Центрального комитета РКП(б) | [ 38 ] [ 39 ] [ 40 ] |
|                                | Ян Эрнестович Рудзутак (1887—1938) латыш. Jānis Rudzutaks                                                                                        | 26 апреля 1923 | 2 февраля 1924 | • кандидат в члены Политического бюро Центрального комитета РКП(б) • секретарь Среднеазиатского бюро Центрального комитета РКП(б) • член Организационного бюро Центрального комитета РКП(б) • Народный комиссар путей сообщения СССР — со 2 февраля 1924 | [ 58 ] [ 59 ] [ 60 ] |
| кандидаты в члены Секретариата | |                |                | |                      |
|                                | Исаак Абрамович Зеленский (1890—1938) | 14 июня 1923   | 2 июня 1924    | • Ответственный секретарь Московского губернского комитета РКП(б) • кандидат в члены Организационного бюро Центрального комитета РКП(б) | [ 61 ] [ 62 ] [ 63 ] |
|                                | Василий Михайлович Михайлов (1894—1937) | 14 июня 1923   | 2 июня 1924    | • Ответственный секретарь Замоскворецкого районного комитета РКП(б) города Москвы • кандидат в члены Организационного бюро Центрального комитета РКП(б)                                                                                                  | [ 41 ] [ 42 ] [ 43 ] |

## Секретариат ЦК РКП(б) (1924)
Секретариат Центрального комитета РКП(б), избранный 2 июня 1924 года Пленумом Центрального комитета РКП(б), избранного на состоявшемся в Москве с 23 по 31 мая 1924 года XIII съезде РКП(б).
| Портрет                        | Имя (годы жизни) | Полномочия      | Полномочия      | Другие должности | Пр.                  |
| Портрет                        | Имя (годы жизни) | Начало          | Окончание       | Другие должности | Пр.                  |
| ------------------------------ | --- | --------------- | --------------- | --- | -------------------- |
|                                | Иосиф Виссарионович Сталин (1878—1953) урожд. Иосиф Виссарионович Джугашвили груз. იოსებ ბესარიონის ძე ჯუღაშვილი Генеральный секретарь ЦК РКП(б) | 2 июня 1924     | 1 января 1926   | • член Политического бюро Центрального комитета РКП(б) • член Организационного бюро Центрального комитета РКП(б) • член Президиума Исполнительного комитета Коммунистического интернационала — с июля 1924                                                                                                 | [ 48 ] [ 49 ] [ 50 ] |
|                                | Андрей Андреевич Андреев (1895—1971) | 2 июня 1924     | 1 января 1926   | • член Президиума Всероссийского центрального совета профессиональных союзов • Председатель Центрального комитета Союза железнодорожников • член Организационного бюро Центрального комитета РКП(б) | [ 55 ] [ 56 ] [ 57 ] |
|                                | Андрей Сергеевич Бубнов (1884—1938) | 30 апреля 1925  | 1 января 1926   | • Начальник Политического управления Рабоче-крестьянской Красной армии • Ответственный редактор газеты «Красная звезда» • член Революционного военного совета СССР • член Организационного бюро Центрального комитета РКП(б)                                                                               | [ 65 ] [ 66 ] [ 67 ] |
|                                | Исаак Абрамович Зеленский (1890—1938) | 2 июня 1924     | 20 августа 1924 | • Ответственный секретарь Московского губернского комитета РКП(б) • член Организационного бюро Центрального комитета РКП(б) | [ 61 ] [ 62 ] [ 63 ] |
|                                | Лазарь Моисеевич Каганович (1893—1991) | 2 июня 1924     | 30 апреля 1925  | • член Организационного бюро Центрального комитета РКП(б) • Генеральный секретарь Центрального комитета КП(б) Украины — с 7 апреля 1925 • член Политического бюро Центрального комитета КП(б) Украины — с 7 апреля 1925 • член Организационного бюро Центрального комитета КП(б) Украины — с 7 апреля 1925 | [ 68 ] [ 69 ] [ 70 ] |
|                                | Вячеслав Михайлович Молотов (1890—1986) урожд. Вячеслав Михайлович Скрябин                                                                       | 2 июня 1924     | 1 января 1926   | • кандидат в члены Политического бюро Центрального комитета РКП(б) • член Организационного бюро Центрального комитета РКП(б) | [ 38 ] [ 39 ] [ 40 ] |
|                                | Николай Александрович Угланов (1886—1937) | 20 августа 1924 | 1 января 1926   | • член Организационного бюро Центрального комитета ВКП(б) • Ответственный секретарь Московского губернского комитета РКП(б) — с сентября 1924 | [ 71 ] [ 72 ] [ 73 ] |
| кандидаты в члены Секретариата | |                 |                 | |                      |
|                                | Николай Кириллович Антипов (1894—1938) | 12 июня 1924    | 1 января 1926   | • кандидат в члены Организационного бюро Центрального комитета РКП(б) • 1-й секретарь Уральского областного комитета РКП(б) — с июля 1925 | [ 74 ] [ 75 ] [ 76 ] |
|                                | Пётр Антонович Залуцкий (1887—1937) | 12 июня 1924    | 1 января 1926   | • Ответственный секретарь Ленинградского губернского комитета РКП(б) — до 3 ноября 1925 • секретарь Северо-Западного бюро РКП(б) — до сентября 1925 | [ 77 ] [ 78 ] [ 79 ] |
|                                | Клавдия Ивановна Николаева (1893—1944) | 12 июня 1924    | 1 января 1926   | • член Организационного бюро Центрального комитета РКП(б) | [ 80 ] [ 81 ] [ 82 ] |

## Секретариат ЦК ВКП(б) (1926)
Секретариат Центрального комитета ВКП(б), избранный 1 января 1926 года Пленумом Центрального комитета ВКП(б), избранного на состоявшемся в Москве с 18 по 31 декабря 1925 года XIV съезде РКП(б).
| Портрет                        | Имя (годы жизни) | Полномочия      | Полномочия      | Другие должности | Пр.                  |
| Портрет                        | Имя (годы жизни) | Начало          | Окончание       | Другие должности | Пр.                  |
| ------------------------------ | --- | --------------- | --------------- | --- | -------------------- |
|                                | Иосиф Виссарионович Сталин (1878—1953) урожд. Иосиф Виссарионович Джугашвили груз. იოსებ ბესარიონის ძე ჯუღაშვილი Генеральный секретарь ЦК ВКП(б) | 1 января 1926   | 19 декабря 1927 | • член Политического бюро Центрального комитета ВКП(б) • член Организационного бюро Центрального комитета ВКП(б) • член Президиума Исполнительного комитета Коммунистического интернационала | [ 48 ] [ 49 ] [ 50 ] |
|                                | Григорий Еремеевич Евдокимов (1884—1936) | 1 января 1926   | 9 апреля 1926   | • Ответственный секретарь Ленинградского губернского комитета ВКП(б) — до 8 января 1926 • член Организационного бюро Центрального комитета ВКП(б) | [ 84 ] [ 85 ] [ 86 ] |
|                                | Станислав Викентьевич Косиор (1889—1939) пол. Stanisław Kosior                                                                                   | 1 января 1926   | 19 декабря 1927 | • 1-й секретарь Сибирского краевого комитета ВКП(б) — до марта 1926 • член Организационного бюро Центрального комитета ВКП(б) | [ 87 ] [ 88 ] [ 89 ] |
|                                | Николай Афанасьевич Кубяк (1881—1937) | 17 февраля 1927 | 19 декабря 1927 | • член Организационного бюро Центрального комитета ВКП(б) | [ 90 ] [ 91 ] [ 92 ] |
|                                | Вячеслав Михайлович Молотов (1890—1986) урожд. Вячеслав Михайлович Скрябин                                                                       | 1 января 1926   | 19 декабря 1927 | • член Политического бюро Центрального комитета ВКП(б) • член Организационного бюро Центрального комитета РКП(б) • кандидат в члены Президиума Исполнительного комитета Коммунистического интернационала — с декабря 1926 • кандидат в члены Секретариата Исполнительного комитета Коммунистического интернационала — с декабря 1926 | [ 38 ] [ 39 ] [ 40 ] |
|                                | Николай Александрович Угланов (1886—1937) | 1 января 1926   | 19 декабря 1927 | • кандидат в члены Политического бюро Центрального комитета ВКП(б) • Ответственный секретарь Московского губернского комитета ВКП(б) • член Организационного бюро Центрального комитета ВКП(б) | [ 71 ] [ 72 ] [ 73 ] |
|                                | Николай Михайлович Шверник (1888—1970) | 9 апреля 1926   | 17 февраля 1927 | • член Организационного бюро Центрального комитета ВКП(б) | [ 93 ] [ 94 ] [ 95 ] |
| кандидаты в члены Секретариата | |                 |                 | |                      |
|                                | Александра Васильевна Артюхина (1889—1969) в дев. Александра Васильевна Афанасенкова                                                             | 1 января 1926   | 19 декабря 1927 | • член Организационного бюро Центрального комитета ВКП(б) | [ 96 ] [ 97 ] [ 98 ] |
|                                | Андрей Сергеевич Бубнов (1884—1938) | 1 января 1926   | 19 декабря 1927 | • Начальник Политического управления Рабоче-крестьянской Красной армии • Ответственный редактор газеты «Красная звезда» • член Революционного военного совета СССР • член Организационного бюро Центрального комитета РКП(б) | [ 65 ] [ 66 ] [ 67 ] |

## Секретариат ЦК ВКП(б) (1927)
Секретариат Центрального комитета ВКП(б), избранный 19 декабря 1927 года Пленумом Центрального комитета ВКП(б), избранного на состоявшемся в Москве со 2 по 19 декабря 1927 года XV съезде ВКП(б).
| Портрет                        | Имя (годы жизни) | Полномочия      | Полномочия     | Другие должности | Пр.                     |
| Портрет                        | Имя (годы жизни) | Начало          | Окончание      | Другие должности | Пр.                     |
| ------------------------------ | --- | --------------- | -------------- | --- | ----------------------- |
|                                | Иосиф Виссарионович Сталин (1878—1953) урожд. Иосиф Виссарионович Джугашвили груз. იოსებ ბესარიონის ძე ჯუღაშვილი Генеральный секретарь ЦК ВКП(б) | 19 декабря 1927 | 13 июля 1930   | • член Политического бюро Центрального комитета ВКП(б) • член Организационного бюро Центрального комитета ВКП(б) • член Президиума Исполнительного комитета Коммунистического интернационала | [ 48 ] [ 49 ] [ 50 ]    |
|                                | Карл Янович Бауман (1892—1937) латыш. Kārlis Baumanis                                                                                            | 29 апреля 1929  | 13 июля 1930   | • кандидат в члены Политического бюро Центрального комитета ВКП(б) • член Организационного бюро Центрального комитета ВКП(б) • Председатель Организационного бюро ЦК ВКП(б) по Центрально-Промышленной (Московской) области — до 14 сентября 1929 • Ответственный секретарь Московского губернского комитета ВКП(б) — до 14 сентября 1929 • 1-й секретарь Московского областного комитета ВКП(б) — с 18 сентября 1929 по 22 апреля 1930 | [ 100 ] [ 101 ] [ 102 ] |
|                                | Лазарь Моисеевич Каганович (1893—1991) | 12 июля 1928    | 13 июля 1930   | • кандидат в члены Политического бюро Центрального комитета ВКП(б) • член Организационного бюро Центрального комитета ВКП(б) • 1-й секретарь Московского областного комитета ВКП(б) — с 22 апреля 1930 | [ 68 ] [ 69 ] [ 70 ]    |
|                                | Станислав Викентьевич Косиор (1889—1939) пол. Stanisław Kosior                                                                                   | 19 декабря 1927 | 12 июля 1928   | • кандидат в члены Политического бюро Центрального комитета ВКП(б) • член Организационного бюро Центрального комитета ВКП(б) | [ 87 ] [ 88 ] [ 89 ]    |
|                                | Николай Афанасьевич Кубяк (1881—1937) | 19 декабря 1927 | 11 апреля 1928 | • член Организационного бюро Центрального комитета ВКП(б) • Народный комиссар земледелия РСФСР — с 16 февраля 1928 | [ 90 ] [ 91 ] [ 92 ]    |
|                                | Вячеслав Михайлович Молотов (1890—1986) урожд. Вячеслав Михайлович Скрябин                                                                       | 19 декабря 1927 | 13 июля 1930   | • член Политического бюро Центрального комитета ВКП(б) • член Организационного бюро Центрального комитета ВКП(б) • кандидат в члены Президиума Исполнительного комитета Коммунистического интернационала — до июля 1928 • кандидат в члены Секретариата Исполнительного комитета Коммунистического интернационала — до июля 1928 • член Президиума Исполнительного комитета Коммунистического интернационала — с 3 сентября 1928 • секретарь Исполнительного комитета Коммунистического интернационала — с 3 сентября 1928 • Ответственный секретарь Московского губернского комитета ВКП(б) — с 27 ноября 1928 по 6 апреля 1929 | [ 38 ] [ 39 ] [ 40 ]    |
|                                | Александр Петрович Смирнов (1877—1938) | 11 апреля 1928  | 13 июля 1930   | • член Организационного бюро Центрального комитета ВКП(б) • 1-й заместитель Председателя Совета народных комиссаров РСФСР — до 3 ноября 1929 | [ 103 ] [ 104 ] [ 105 ] |
|                                | Николай Александрович Угланов (1886—1937) | 19 декабря 1927 | 29 апреля 1929 | • кандидат в члены Политического бюро Центрального комитета ВКП(б) • Ответственный секретарь Московского губернского комитета ВКП(б) — до 27 ноября 1928 • член Организационного бюро Центрального комитета ВКП(б) • Народный комиссар труда СССР — с 29 ноября 1928 | [ 71 ] [ 72 ] [ 73 ]    |
| кандидаты в члены Секретариата | |                 |                | |                         |
|                                | Александра Васильевна Артюхина (1889—1969) в дев. Александра Васильевна Афанасенкова                                                             | 19 декабря 1927 | 13 июля 1930   | • член Организационного бюро Центрального комитета ВКП(б) | [ 96 ] [ 97 ] [ 98 ]    |
|                                | Карл Янович Бауман (1892—1937) латыш. Kārlis Baumanis                                                                                            | 11 апреля 1928  | 29 апреля 1929 | • член Организационного бюро Центрального комитета ВКП(б) • Председатель Организационного бюро ЦК ВКП(б) по Центрально-Промышленной (Московской) области — с 1 апреля 1929 • Ответственный секретарь Московского губернского комитета ВКП(б) — с 6 апреля 1929 | [ 100 ] [ 101 ] [ 102 ] |
|                                | Андрей Сергеевич Бубнов (1884—1938) | 19 декабря 1927 | 13 июля 1930   | • Начальник Политического управления Рабоче-крестьянской Красной армии — до 1 октября 1929 • Ответственный редактор газеты «Красная звезда» — до 1 октября 1929 • член Революционного военного совета СССР — до 1 октября 1929 • член Организационного бюро Центрального комитета РКП(б) • Народный комиссар просвещения РСФСР — с 12 сентября 1929 | [ 65 ] [ 66 ] [ 67 ]    |
|                                | Иван Михайлович Москвин (1890—1937) | 19 декабря 1927 | 13 июля 1930   | • член Организационного бюро Центрального комитета ВКП(б) | [ 106 ] [ 107 ] [ 108 ] |

## Секретариат ЦК ВКП(б) (1930)
Секретариат Центрального комитета ВКП(б), избранный 13 июля 1930 года Пленумом Центрального комитета ВКП(б), избранного на состоявшемся в Москве со 26 июня по 13 июля 1930 года XVI съезде ВКП(б).
| Портрет                        | Имя (годы жизни) | Полномочия   | Полномочия      | Другие должности | Пр.                     |
| Портрет                        | Имя (годы жизни) | Начало       | Окончание       | Другие должности | Пр.                     |
| ------------------------------ | --- | ------------ | --------------- | --- | ----------------------- |
|                                | Иосиф Виссарионович Сталин (1878—1953) урожд. Иосиф Виссарионович Джугашвили груз. იოსებ ბესარიონის ძე ჯუღაშვილი Генеральный секретарь ЦК ВКП(б) | 13 июля 1930 | 10 февраля 1934 | • член Политического бюро Центрального комитета ВКП(б) • член Организационного бюро Центрального комитета ВКП(б) • член Президиума Исполнительного комитета Коммунистического интернационала | [ 48 ] [ 49 ] [ 50 ]    |
|                                | Карл Янович Бауман (1892—1937) латыш. Kārlis Baumanis                                                                                            | 13 июля 1930 | 2 октября 1932  | • член Организационного бюро Центрального комитета ВКП(б) • 1-й секретарь Среднеазиатского бюро ЦК ВКП(б) — с 1931 | [ 100 ] [ 101 ] [ 102 ] |
|                                | Лазарь Моисеевич Каганович (1893—1991) | 13 июля 1930 | 10 февраля 1934 | • член Политического бюро Центрального комитета ВКП(б) • член Организационного бюро Центрального комитета ВКП(б) • 1-й секретарь Московского областного комитета ВКП(б) • 1-й секретарь Московского городского комитета ВКП(б) — с 25 февраля 1931 по 16 января 1934 • Председатель Центральной комиссии ВКП(б) по проверке партийных рядов — с 28 апреля 1933 | [ 68 ] [ 69 ] [ 70 ]    |
|                                | Вячеслав Михайлович Молотов (1890—1986) урожд. Вячеслав Михайлович Скрябин                                                                       | 13 июля 1930 | 21 декабря 1930 | • член Политического бюро Центрального комитета ВКП(б) • член Организационного бюро Центрального комитета ВКП(б) — до 21 декабря 1930 • член Президиума Исполнительного комитета Коммунистического интернационала • секретарь Исполнительного комитета Коммунистического интернационала • Председатель Совета народных комиссаров СССР — с 19 декабря 1930 • Председатель Совета труда и обороны СССР — с 19 декабря 1930 | [ 38 ] [ 39 ] [ 40 ]    |
|                                | Павел Петрович Постышев (1887—1939) | 13 июля 1930 | 10 февраля 1934 | • член Организационного бюро Центрального комитета ВКП(б) • Ответственный секретарь Харьковского окружного комитета КП(б) Украины — до 17 июля 1930 • секретарь Центрального комитета КП(б) Украины — до 22 июля 1930 • член Политического бюро Центрального комитета КП(б) Украины — до 22 июля 1930 и с 22 января 1933 • член Организационного бюро Центрального комитета КП(б) Украины — до 22 июля 1930 и с 22 января 1933 • 1-й секретарь Харьковского областного комитета КП(б) Украины — с 22 января 1933 • 2-й секретарь Центрального комитета КП(б) Украины — с 22 января 1933 | [ 110 ] [ 111 ] [ 112 ] |
| кандидаты в члены Секретариата | |              |                 | |                         |
|                                | Иван Михайлович Москвин (1890—1937) | 13 июля 1930 | 2 октября 1932  | • член Организационного бюро Центрального комитета ВКП(б) • заместитель Председателя и начальник Сектора кадров Высшего совета народного хозяйства СССР — с ноября 1930 по февраль 1932 | [ 106 ] [ 107 ] [ 108 ] |
|                                | Николай Михайлович Шверник (1888—1970) | 13 июля 1930 | 10 февраля 1934 | • член Организационного бюро Центрального комитета ВКП(б) • 1-й секретарь Всесоюзного центрального совета профессиональных союзов | [ 93 ] [ 94 ] [ 95 ]    |

## Секретариат ЦК ВКП(б) (1934)
Секретариат Центрального комитета ВКП(б), избранный 10 февраля 1934 года Пленумом Центрального комитета ВКП(б), избранного на состоявшемся в Москве с 26 января по 10 февраля 1934 года XVII съезде ВКП(б).
| Портрет | Имя (годы жизни)                                                                                                 | Полномочия      | Полномочия     | Другие должности | Пр.                     |
| Портрет | Имя (годы жизни)                                                                                                 | Начало          | Окончание      | Другие должности | Пр.                     |
| ------- | --- | --------------- | -------------- | --- | ----------------------- |
|         | Андрей Андреевич Андреев (1895—1971)                                                                             | 28 февраля 1935 | 22 марта 1939  | • кандидат в члены Политического бюро Центрального комитета ВКП(б) • член Организационного бюро Центрального комитета ВКП(б) — с 10 марта 1935 • Председатель Совета Союза Верховного Совета СССР — с 12 января 1938 | [ 55 ] [ 56 ] [ 57 ]    |
|         | Николай Иванович Ежов (1895—1940)                                                                                | 1 февраля 1935  | 22 марта 1939  | • член Организационного бюро Центрального комитета ВКП(б) • заместитель Председателя Комиссии партийного контроля ВКП(б) — до 28 февраля 1935 • Председатель Комиссии партийного контроля ВКП(б) — с 28 февраля 1935 • член Президиума Исполнительного комитета Коммунистического интернационала — с августа 1935 • Народный комиссар внутренних дел СССР — до 8 декабря 1938 • ответственный редактор журнала «Партийное строительство» — с 11 октября 1935 по 1936 • кандидат в члены Комитета обороны при Совете народных комиссаров СССР — с 27 апреля 1937 • кандидат в члены Политического бюро Центрального комитета ВКП(б) — с 12 октября 1937 • Народный комиссар водного транспорта СССР — с 8 апреля 1938 | [ 114 ] [ 115 ] [ 116 ] |
|         | Андрей Александрович Жданов (1896—1948)                                                                          | 10 февраля 1934 | 22 марта 1939  | • член Организационного бюро Центрального комитета ВКП(б) 1-й секретарь Ленинградского областного комитета ВКП(б) — с 15 декабря 1934 • кандидат в члены Политического бюро Центрального комитета ВКП(б) — с 1 февраля 1935 • член Военного совета Ленинградского военного округа — с мая 1935 • член Главного военного совета Военно-морского флота СССР — с 8 апреля 1938 • член Исполнительного комитета Коммунистического интернационала — с августа 1935 • Председатель Верховного Совета РСФСР — с 15 июля 1938 | [ 117 ] [ 118 ] [ 119 ] |
|         | Лазарь Моисеевич Каганович (1893—1991)                                                                           | 10 февраля 1934 | 22 марта 1939  | • член Политического бюро Центрального комитета ВКП(б) • член Организационного бюро Центрального комитета ВКП(б) • 1-й секретарь Московского областного комитета ВКП(б) — до 7 марта 1935 • Председатель Комиссии партийного контроля ВКП(б) — до 28 февраля 1935 • Народный комиссар путей сообщения СССР — с 28 февраля 1935 по 22 августа 1937 и с 5 апреля 1938 • Народный комиссар тяжёлой промышленности СССР — с 22 августа 1937 по 24 января 1939 • заместитель Председателя Совета народных комиссаров СССР — с 17 июня 1938 • Народный комиссар топливной промышленности СССР — с 24 января 1939 | [ 68 ] [ 69 ] [ 70 ]    |
|         | Сергей Миронович Киров (1886—1934) урожд. Сергей Миронович Костриков                                             | 10 февраля 1934 | 1 декабря 1934 | • член Политического бюро Центрального комитета ВКП(б) • 1-й секретарь Ленинградского областного комитета ВКП(б) • член Организационного бюро Центрального комитета ВКП(б) | [ 120 ] [ 121 ] [ 122 ] |
|         | Иосиф Виссарионович Сталин (1878—1953) урожд. Иосиф Виссарионович Джугашвили груз. იოსებ ბესარიონის ძე ჯუღაშვილი | 10 февраля 1934 | 22 марта 1939  | • член Политического бюро Центрального комитета ВКП(б) • член Организационного бюро Центрального комитета ВКП(б) • член Президиума Исполнительного комитета Коммунистического интернационала | [ 48 ] [ 49 ] [ 50 ]    |

## Секретариат ЦК ВКП(б) (1939)
Секретариат Центрального комитета ВКП(б), избранный 22 марта 1939 года Пленумом Центрального комитета ВКП(б), избранного на состоявшемся в Москве с 10 по 21 марта 1939 года XVIII съезде ВКП(б).
| Портрет | Имя (годы жизни)                                                                                                 | Полномочия    | Полномочия    | Другие должности | Пр.                     |
| Портрет | Имя (годы жизни)                                                                                                 | Начало        | Окончание     | Другие должности | Пр.                     |
| ------- | --- | ------------- | ------------- | --- | ----------------------- |
|         | Андрей Андреевич Андреев (1895—1971)                                                                             | 22 марта 1939 | 18 марта 1946 | • член Политического бюро Центрального комитета ВКП(б) • член Организационного бюро Центрального комитета ВКП(б) • Председатель Совет Союза Верховного Совета СССР — до 12 марта 1946 • Председатель Комиссии партийного контроля при ЦК ВКП(б) • член Экономического совета при Совете народных комиссаров СССР — с 26 июня 1939 по 21 марта 1941 • член Бюро Совета народных комиссаров СССР — с 21 марта 1941 по 6 сентября 1945 • 1-й заместитель Народного комиссара путей сообщения СССР — с 27 января по 14 февраля 1942 • заместитель Председателя Комитета по разгрузке железных дорог при Государственном комитете обороны — с 14 февраля по 14 сентября 1942 • заместитель председателя Транспортного комитета при Государственном комитете обороны — с 14 сентября 1942 по 19 мая 1944 • член Комитета при Совете Народных Комиссаров СССР по восстановлению народного хозяйства в районах, освобождённых от немецко-фашистской оккупации — с 21 августа 1943 по 1944 • Народный комиссар земледелия СССР — с 11 декабря 1943 по 15 марта 1946 | [ 55 ] [ 56 ] [ 57 ]    |
|         | Андрей Александрович Жданов (1896—1948)                                                                          | 22 марта 1939 | 18 марта 1946 | • член Политического бюро Центрального комитета ВКП(б) • 1-й секретарь Ленинградского областного комитета ВКП(б) — до 17 января 1945 • член Организационного бюро Центрального комитета ВКП(б) • член Главного военного совета Военно-морского флота СССР — до 23 июня 1941 • член Военного совета Ленинградского военного округа — до 5 сентября 1941 • член Исполнительного комитета Коммунистического интернационала — до 15 мая 1943 • Председатель Верховного Совета РСФСР • член Экономического совета при Совете народных комиссаров СССР — с 26 июня 1939 по 21 марта 1941 • член Военного совета Северо-Западного фронта — с 7 января по 12 марта 1940 • Уполномоченный Центрального комитета ВКП(б) по Эстонии — с июня по август 1940 • член Главного военного совета Красной армии — с 24 июля 1940 по 23 июня 1941 • член Комитета обороны при Совете народных комиссаров СССР — с 31 августа 1940 по 30 мая 1941 • член Бюро Совета народных комиссаров СССР — с 30 мая 1941 по 6 сентября 1945 • член Военного совета Северного флота ВМФ СССР — с 29 июня по 23 августа 1941 • постоянный советник при Ставке Главного командования — с 23 июня по 10 июля 1941 • член Военного совета Главного командования Северо-Западного направления — с 10 июля по 27 августа 1941 • член Военного совета Ленинградского фронта — с 5 сентября 1941 по 24 июля 1945 • Председатель Союзной контрольной комиссии в Финляндии — с 25 сентября 1944 • Председатель Совета Союза Верховного Совета СССР — с 12 марта 1946 | [ 117 ] [ 118 ] [ 119 ] |
|         | Георгий Максимилианович Маленков (1901—1988)                                                                     | 22 марта 1939 | 18 марта 1946 | • член Организационного бюро Центрального комитета ВКП(б) • начальник Управления кадров ЦК ВКП(б) — с 21 марта 1939 по 13 апреля 1946 • член Экономического совета при Совете народных комиссаров СССР — с 26 июня 1939 по 21 марта 1941 • кандидат в члены Политического бюро Центрального комитета ВКП(б) — с 22 февраля 1941 • член Бюро Совета народных комиссаров СССР — с 30 мая 1941 по 15 мая 1944 • член Государственного комитета обороны — с 30 июня 1941 по 4 сентября 1945 • заместитель Председателя Совета народных комиссаров СССР — с 15 мая 1944 по 15 марта 1946 • член Специального комитета при Совете народных комиссаров СССР — с 20 августа 1945 по 15 марта 1946 | [ 124 ] [ 125 ] [ 126 ] |
|         | Иосиф Виссарионович Сталин (1878—1953) урожд. Иосиф Виссарионович Джугашвили груз. იოსებ ბესარიონის ძე ჯუღაშვილი | 22 марта 1939 | 18 марта 1946 | • член Политического бюро Центрального комитета ВКП(б) • член Организационного бюро Центрального комитета ВКП(б) • член Президиума Исполнительного комитета Коммунистического интернационала — до 15 мая 1943 • член Комитета обороны при Совете народных комиссаров СССР — с 10 сентября 1939 по 30 мая 1941 • член Ставки Главного командования — с 9 декабря 1939 по 1940 • Председатель Совета народных комиссаров СССР — с 6 мая 1941 по 15 марта 1946 • член Ставки Главного командования — с 23 июня по 10 июля 1941 • Председатель Государственного комитета обороны — с 30 июня 1941 по 4 сентября 1945 • Председатель Ставки Верховного командования — с 10 июля по 8 августа 1941 • Народный комиссар обороны СССР — с 19 июля 1941 по 25 февраля 1946 • Председатель Ставки Верховного главнокомандования — с 8 августа 1941 по 3 августа 1945 • Народный комиссар Вооружённых сил СССР — с 25 февраля по 15 марта 1946 • Председатель Совета министров СССР — с 15 марта 1946 • Министр Вооружённых сил СССР — с 15 марта 1946 | [ 48 ] [ 49 ] [ 50 ]    |
|         | Александр Сергеевич Щербаков (1901—1945)                                                                         | 5 мая 1941    | 20 мая 1945   | • кандидат в члены Политического бюро Центрального комитета ВКП(б) • 1-й секретарь Московского областного комитета ВКП(б) • член Организационного бюро Центрального комитета ВКП(б) • Начальник Советского информационного бюро — с 24 июня 1941 • Начальник Главного политического управления Рабоче-крестьянской Красной армии — с 4 июня 1942 • заместитель Народного комиссара обороны СССР — с 4 июня 1942 | [ 127 ] [ 128 ] [ 129 ] |

## Секретариат ЦК ВКП(б) (1946)
Секретариат Центрального комитета ВКП(б), избранный 18 марта 1946 года прошедшим 11, 14 и 18 марта Пленумом Центрального комитета ВКП(б), избранного на состоявшемся в Москве с 10 по 21 марта 1939 года XVIII съезде ВКП(б).
| Портрет     | Имя (годы жизни)                                                                                                 | Полномочия      | Полномочия      | Другие должности | Пр.                     |
| Портрет     | Имя (годы жизни)                                                                                                 | Начало          | Окончание       | Другие должности | Пр.                     |
| ----------- | --- | --------------- | --------------- | --- | ----------------------- |
|             | Андрей Александрович Жданов (1896—1948)                                                                          | 18 марта 1946   | 31 августа 1948 | • член Политического бюро Центрального комитета ВКП(б) • член Организационного бюро Центрального комитета ВКП(б) • Председатель Союзной контрольной комиссии в Финляндии — до 26 сентября 1947 • Председатель Совета Союза Верховного Совета СССР — по 25 февраля 1947 | [ 117 ] [ 118 ] [ 119 ] |
|             | Алексей Александрович Кузнецов (1905—1950)                                                                       | 18 марта 1946   | 28 января 1949  | • 1-й секретарь Ленинградского областного комитета ВКП(б) — до 26 марта 1946 • член Организационного бюро Центрального комитета ВКП(б) • Начальник Управления кадров ЦК ВКП(б) — с 13 апреля 1946 по 10 июля 1948 | [ 130 ] [ 131 ] [ 132 ] |
|             | Георгий Максимилианович Маленков (1901—1988)                                                                     | 18 марта 1946   | 6 мая 1946      | • член Политического бюро Центрального комитета ВКП(б) • член Организационного бюро Центрального комитета ВКП(б) • член Специального комитета при Совете министров СССР | [ 124 ] [ 125 ] [ 126 ] |
| 1 июля 1948 | Георгий Максимилианович Маленков (1901—1988)                                                                     | 16 октября 1952 |                 | • член Политического бюро Центрального комитета ВКП(б) • член Организационного бюро Центрального комитета ВКП(б) • член Специального комитета при Совете министров СССР | [ 124 ] [ 125 ] [ 126 ] |
|             | Николай Семёнович Патоличев (1908—1989)                                                                          | 6 мая 1946      | 24 мая 1947     | • член Организационного бюро Центрального комитета ВКП(б) • Начальник Управления по проверке партийных органов ЦК ВКП(б) — до февраля 1947 • заместитель Председателя Совета по делам колхозов при Совете министров СССР — до марта 1947 • член Политического бюро Центрального комитета КП(б) Украины — с 3 марта 1947 • секретарь Центрального комитета КП(б) Украины — с 3 марта 1947 • член Организационного бюро Центрального комитета КП(б) Украины — с 3 марта 1947 | [ 133 ] [ 134 ] [ 135 ] |
|             | Пантелеймон Кондратьевич Пономаренко (1902—1984) бел. Панцеляймон Кандратавіч Панамарэнка                        | 1 июля 1948     | 16 октября 1952 | • Министр заготовок СССР — с 27 октября 1950 | [ 136 ] [ 137 ] [ 138 ] |
|             | Георгий Михайлович Попов (1906—1968)                                                                             | 18 марта 1946   | 16 декабря 1949 | • Председатель Исполнительного комитета Московского городского Совета депутатов трудящихся • 1-й секретарь Московского областного комитета ВКП(б) • член Организационного бюро Центрального комитета ВКП(б) | [ 139 ] [ 140 ] [ 141 ] |
|             | Иосиф Виссарионович Сталин (1878—1953) урожд. Иосиф Виссарионович Джугашвили груз. იოსებ ბესარიონის ძე ჯუღაშვილი | 18 марта 1946   | 16 октября 1952 | • член Политического бюро Центрального комитета ВКП(б) • член Организационного бюро Центрального комитета ВКП(б) • Председатель Совета министров СССР • Министр Вооружённых сил СССР — до 3 марта 1947 | [ 48 ] [ 49 ] [ 50 ]    |
|             | Михаил Андреевич Суслов (1902—1982)                                                                              | 24 мая 1947     | 16 октября 1952 | • член Организационного бюро Центрального комитета ВКП(б) • главный редактор газеты «Правда» — с 20 июля 1949 | [ 142 ] [ 143 ] [ 144 ] |
|             | Никита Сергеевич Хрущёв (1894—1971)                                                                              | 16 декабря 1949 | 16 октября 1952 | • член Политического бюро Центрального комитета ВКП(б) • 1-й секретарь Московского областного комитета ВКП(б) • 1-й секретарь Московского городского комитета ВКП(б) — до 25 января 1950 | [ 145 ] [ 146 ] [ 147 ] |

## Секретариат ЦК КПСС (1952)
Секретариат Центрального комитета КПСС, избранный 14 октября 1952 года Пленумом Центрального комитета КПСС, избранного на состоявшемся в Москве с 5 по 14 октября 1952 года XIX съезде ВКП(б).
Сохранён алфавитный порядок размещения записи о Никите Сергеевиче Хрущёве, избранном на пост Первого секретаря ЦК КПСС на Пленуме ЦК КПСС, состоявшемся 3—7 сентября 1953 года.
| Портрет      | Имя (годы жизни)                                                                                                 | Полномочия      | Полномочия                                                            | Другие должности | Пр.                     |
| Портрет      | Имя (годы жизни)                                                                                                 | Начало          | Окончание                                                             | Другие должности | Пр.                     |
| ------------ | --- | --------------- | --------------------------------------------------------------------- | --- | ----------------------- |
|              | Аверкий Борисович Аристов (1903—1973)                                                                            | 16 октября 1952 | 14 марта 1953                                                         | • член Президиума Центрального комитета КПСС | [ 149 ] [ 150 ] [ 151 ] |
| 12 июля 1955 | Аверкий Борисович Аристов (1903—1973)                                                                            | 27 февраля 1956 | • 1-й секретарь Хабаровского краевого комитета КПСС — до 19 июля 1955 | | [ 149 ] [ 150 ] [ 151 ] |
| 12 июля 1955 | | 27 февраля 1956 | Николай Ильич Беляев (1903—1966)                                      | • 1-й секретарь Алтайского краевого комитета КПСС — до июля 1955 | [ 152 ] [ 153 ] [ 154 ] |
|              | Леонид Ильич Брежнев (1906—1982)                                                                                 | 16 октября 1952 | 5 марта 1953                                                          | • кандидат в члены Президиума Центрального комитета КПСС • 1-й секретарь Центрального комитета Коммунистической партии Молдавии — до 25 октября 1952 • член Бюро Центрального комитета Коммунистической партии Молдавии | [ 155 ] [ 156 ] [ 157 ] |
|              | Николай Григорьевич Игнатов (1901—1966)                                                                          | 16 октября 1952 | 5 марта 1953                                                          | • кандидат в члены Президиума Центрального комитета КПСС • Министр заготовок СССР — с 12 декабря 1952 | [ 158 ] [ 159 ] [ 160 ] |
|              | Семён Денисович Игнатьев (1904—1983)                                                                             | 5 марта 1953    | 6 апреля 1953                                                         | • начальник Главного управления охраны МГБ СССР (врио) | [ 161 ] [ 162 ] [ 163 ] |
|              | Георгий Максимилианович Маленков (1901—1988)                                                                     | 16 октября 1952 | 14 марта 1953                                                         | • член Бюро Президиума Центрального комитета КПСС • член Специального комитета при Совете министров СССР • заместитель Председателя Совета министров СССР | [ 124 ] [ 125 ] [ 126 ] |
|              | Николай Александрович Михайлов (1906—1982)                                                                       | 16 октября 1952 | 14 марта 1953                                                         | • 1-й секретарь Центрального комитета ВЛКСМ — до 31 октября 1952 • секретарь Центрального комитета КПСС | [ 164 ] [ 165 ] [ 166 ] |
|              | Николай Михайлович Пегов (1905—1991)                                                                             | 16 октября 1952 | 5 марта 1953                                                          | • кандидат в члены Президиума Центрального комитета КПСС | [ 167 ] [ 168 ] [ 169 ] |
|              | Пантелеймон Кондратьевич Пономаренко (1902—1984) бел. Панцеляймон Кандратавіч Панамарэнка                        | 16 октября 1952 | 5 марта 1953                                                          | • член Президиума Центрального комитета КПСС • Министр заготовок СССР — до 12 декабря 1952 • заместитель Председателя Совета министров СССР — с 12 декабря 1952 | [ 136 ] [ 137 ] [ 138 ] |
|              | Пётр Николаевич Поспелов (1898—1979)                                                                             | 5 марта 1953    | 27 февраля 1956                                                       | • заместитель главного редактора газеты «Правда» — 1953 • академик Академии наук СССР по Отделению исторических наук — с 23 октября 1953 | [ 170 ] [ 171 ] [ 172 ] |
|              | Иосиф Виссарионович Сталин (1878—1953) урожд. Иосиф Виссарионович Джугашвили груз. იოსებ ბესარიონის ძე ჯუღაშვილი | 16 октября 1952 | 5 марта 1953                                                          | • член Бюро Президиума Центрального комитета КПСС • Председатель Совета министров СССР | [ 48 ] [ 49 ] [ 50 ]    |
|              | Михаил Андреевич Суслов (1902—1982)                                                                              | 16 октября 1952 | 27 февраля 1956                                                       | • член Президиума Центрального комитета КПСС | [ 142 ] [ 143 ] [ 144 ] |
|              | Никита Сергеевич Хрущёв (1894—1971) Первый секретарь ЦК КПСС (с 7 сентября 1953)                                 | 16 октября 1952 | 27 февраля 1956                                                       | • член Бюро Президиума Центрального комитета КПСС — до 5 марта 1953 • 1-й секретарь Московского областного комитета КПСС — до 10 марта 1953 • член Бюро Президиума Совета министров СССР — с 27 октября по 10 ноября 1952 • член Президиума Центрального комитета КПСС — с 5 марта 1953 • член Президиума Совета министров СССР — с 7 декабря 1953 | [ 145 ] [ 146 ] [ 147 ] |
|              | Николай Николаевич Шаталин (1904—1984)                                                                           | 5 марта 1953    | 8 марта 1955                                                          | • 1-й секретарь Приморского краевого комитета КПСС | [ 173 ] [ 174 ] [ 175 ] |
|              | Николай Михайлович Шверник (1888—1970)                                                                           | 12 июля 1955    | 27 февраля 1956                                                       | • кандидат в члены Президиума Центрального комитета КПСС • Председатель Всесоюзного центрального совета профессиональных союзов | [ 93 ] [ 94 ] [ 95 ]    |

## Секретариат ЦК КПСС (1956)
Секретариат Центрального комитета КПСС, избранный 27 февраля 1956 года Пленумом Центрального комитета КПСС, избранного на состоявшемся в Москве с 14 по 25 февраля 1956 года XX съезде КПСС.
| Портрет         | Имя (годы жизни)                                                              | Полномочия      | Полномочия      | Другие должности | Пр.                     |
| Портрет         | Имя (годы жизни)                                                              | Начало          | Окончание       | Другие должности | Пр.                     |
| --------------- | ----------------------------------------------------------------------------- | --------------- | --------------- | --- | ----------------------- |
|                 | Никита Сергеевич Хрущёв (1894—1971) Первый секретарь ЦК КПСС                  | 27 февраля 1956 | 31 октября 1961 | • член Президиума Центрального комитета КПСС • член Президиума Совета министров СССР — до 27 марта 1958 • Председатель Бюро Центрального комитета КПСС по РСФСР • Председатель Совета министров СССР — с 27 марта 1958 | [ 145 ] [ 146 ] [ 147 ] |
|                 | Аверкий Борисович Аристов (1903—1973)                                         | 27 февраля 1956 | 4 мая 1960      | • член Бюро Центрального комитета КПСС по РСФСР — с 11 апреля 1956 по 29 июня 1957 • заместитель Председателя Бюро Центрального комитета КПСС по РСФСР — с 29 июня 1957 • член Президиума Центрального комитета КПСС — с 29 июня 1957 | [ 149 ] [ 150 ] [ 151 ] |
|                 | Николай Ильич Беляев (1903—1966)                                              | 27 февраля 1956 | 12 ноября 1958  | • заместитель Председателя Бюро Центрального комитета КПСС по РСФСР — по 29 июня 1957 • член Президиума Центрального комитета КПСС — с 29 июня 1957 • 1-й секретарь Центрального комитета Коммунистической партии Казахстана — с 26 декабря 1957 | [ 152 ] [ 153 ] [ 154 ] |
|                 | Леонид Ильич Брежнев (1906—1982)                                              | 27 февраля 1956 | 16 июля 1960    | • кандидат в члены Президиума Центрального комитета КПСС — до 29 июня 1957 • 1-й секретарь Центрального комитета Коммунистической партии Казахстана — до 6 марта 1956 • член Бюро Центрального комитета Коммунистической партии Казахстана — до 6 марта 1956 • член Президиума Центрального комитета КПСС — с 29 июня 1957 • заместитель Председателя Бюро Центрального комитета КПСС по РСФСР — с января по марта 1958 • Председатель Президиума Верховного Совета СССР — с 7 мая 1960 | [ 155 ] [ 156 ] [ 157 ] |
|                 | Николай Григорьевич Игнатов (1901—1966)                                       | 17 декабря 1957 | 4 мая 1960      | • член Президиума Центрального комитета КПСС • 1-й секретарь Горьковского областного комитета КПСС — до 23 декабря 1957 • Председатель Президиума Верховного Совета РСФСР — с 16 апреля по 25 ноября 1959 | [ 158 ] [ 159 ] [ 160 ] |
|                 | Алексей Илларионович Кириченко (1908—1975) укр. Олексій Іларіонович Кириченко | 17 декабря 1957 | 4 мая 1960      | • член Президиума Центрального комитета КПСС | [ 177 ] [ 178 ] [ 179 ] |
|                 | Фрол Романович Козлов (1908—1965)                                             | 4 мая 1960      | 31 октября 1961 | • член Президиума Центрального комитета КПСС | [ 180 ] [ 181 ] [ 182 ] |
|                 | Отто Вильгельмович Куусинен (1881—1964) фин. Otto Wille Kuusinen              | 29 июня 1957    | 31 октября 1961 | • член Президиума Центрального комитета КПСС | [ 183 ] [ 184 ] [ 185 ] |
|                 | Нуритдин Акрамович Мухитдинов (1917—2008) узб. Нуриддин Акрамович Муҳитдинов  | 17 декабря 1957 | 31 октября 1961 | • член Президиума Центрального комитета КПСС • 1-й секретарь Центрального комитета Коммунистической партии Узбекистана — до 28 декабря 1957 | [ 186 ] [ 187 ] [ 188 ] |
|                 | Пётр Николаевич Поспелов (1898—1979)                                          | 27 февраля 1956 | 4 мая 1960      | • кандидат в члены Президиума Центрального комитета КПСС — с 29 июня 1957 | [ 170 ] [ 171 ] [ 172 ] |
|                 | Михаил Андреевич Суслов (1902—1982)                                           | 27 февраля 1956 | 31 октября 1961 | • член Президиума Центрального комитета КПСС | [ 142 ] [ 143 ] [ 144 ] |
|                 | Екатерина Алексеевна Фурцева (1910—1974)                                      | 27 февраля 1956 | 4 мая 1960      | • кандидат в члены Президиума Центрального комитета КПСС — до 29 июня 1957 • 1-й секретарь Московского городского комитета КПСС — до 27 декабря 1957 • член Президиума Центрального комитета КПСС — с 29 июня 1957 | [ 189 ] [ 190 ] [ 191 ] |
|                 | Дмитрий Трофимович Шепилов (1905—1995)                                        | 27 февраля 1956 | 24 декабря 1956 | • кандидат в члены Президиума Центрального комитета КПСС — до 29 июня 1957 • Министр иностранных дел СССР — с 1 июня 1956 по 15 февраля 1957 | [ 192 ] [ 193 ] [ 194 ] |
| 14 февраля 1957 | Дмитрий Трофимович Шепилов (1905—1995)                                        | 29 июня 1957    |                 | • кандидат в члены Президиума Центрального комитета КПСС — до 29 июня 1957 • Министр иностранных дел СССР — с 1 июня 1956 по 15 февраля 1957 | [ 192 ] [ 193 ] [ 194 ] |

## Секретариат ЦК КПСС (1961)
Секретариат Центрального комитета КПСС, избранный 31 октября 1961 года состоявшимся 31 октября 1961 года Пленумом Центрального комитета КПСС, избранного на состоявшемся в Москве с 17 по 31 октября 1961 года XXII съезде КПСС.
Сохранён алфавитный порядок размещения записи о Леониде Ильиче Брежневе, избранном на пост Первого секретаря ЦК КПСС на Пленуме ЦК КПСС, состоявшемся 14 октября 1964 года.
| Портрет | Имя (годы жизни)                                                                  | Полномочия       | Полномочия       | Другие должности | Пр.                     |
| Портрет | Имя (годы жизни)                                                                  | Начало           | Окончание        | Другие должности | Пр.                     |
| ------- | --------------------------------------------------------------------------------- | ---------------- | ---------------- | --- | ----------------------- |
|         | Никита Сергеевич Хрущёв (1894—1971) Первый секретарь ЦК КПСС (до 14 октября 1964) | 31 октября 1961  | 14 октября 1964  | • член Президиума Центрального комитета КПСС • Председатель Бюро Центрального комитета КПСС по РСФСР • Председатель Совета министров СССР | [ 145 ] [ 146 ] [ 147 ] |
|         | Юрий Владимирович Андропов (1914—1984)                                            | 23 ноября 1962   | 8 апреля 1966    | • заведующий Отделом Центрального комитета КПСС по связям с коммунистическими и рабочими партиями социалистических стран | [ 196 ] [ 197 ] [ 198 ] |
|         | Леонид Ильич Брежнев (1906—1982) Первый секретарь ЦК КПСС (с 14 октября 1964)     | 21 июня 1963     | 8 апреля 1966    | • член Президиума Центрального комитета КПСС • Председатель Президиума Верховного Совета СССР — до 15 июля 1964 • Председатель Бюро Центрального комитета КПСС по РСФСР — с 14 октября 1964                                                                                                | [ 155 ] [ 156 ] [ 157 ] |
|         | Пётр Нилович Демичев (1917—2010)                                                  | 31 октября 1961  | 8 апреля 1966    | • кандидат в члены Президиума Центрального комитета КПСС — с 16 ноября 1964 | [ 199 ] [ 200 ] [ 201 ] |
|         | Леонид Фёдорович Ильичёв (1906—1990)                                              | 31 октября 1961  | 26 марта 1965    | • председатель Идеологической комиссии ЦК КПСС — с 23 ноября 1962 | [ 202 ] [ 203 ] [ 204 ] |
|         | Иван Васильевич Капитонов (1915—2002)                                             | 6 декабря 1965   | 8 апреля 1966    | • член Бюро Центрального комитета КПСС по РСФСР • заведующий Отделом организационно-партийной работы Центрального комитета КПСС | [ 205 ] [ 206 ] [ 207 ] |
|         | Фрол Романович Козлов (1908—1965)                                                 | 31 октября 1961  | 16 ноября 1964   | • член Президиума Центрального комитета КПСС | [ 180 ] [ 181 ] [ 182 ] |
|         | Фёдор Давыдович Кулаков (1918—1978)                                               | 29 сентября 1965 | 8 апреля 1966    | • заведующий Сельскохозяйственным отделом Центрального комитета КПСС | [ 208 ] [ 209 ] [ 210 ] |
|         | Отто Вильгельмович Куусинен (1881—1964) фин. Otto Wille Kuusinen                  | 31 октября 1961  | 17 мая 1964      | • член Президиума Центрального комитета КПСС | [ 183 ] [ 184 ] [ 185 ] |
|         | Николай Викторович Подгорный (1906—1983) укр. Микола Вікторович Підгорний         | 21 июня 1963     | 6 декабря 1965   | • член Президиума Центрального комитета КПСС • 1-й секретарь Центрального комитета Коммунистической партии Украины — до 2 июля 1963 • член Бюро Центрального комитета Коммунистической партии Украины — до 2 июля 1963 • Председатель Президиума Верховного Совета СССР — с 9 декабря 1965 | [ 211 ] [ 212 ] [ 213 ] |
|         | Василий Иванович Поляков (1913—2003)                                              | 23 ноября 1962   | 16 ноября 1964   | • председатель Бюро Центрального комитета КПСС по сельскому хозяйству | [ 214 ] [ 215 ] [ 216 ] |
|         | Борис Николаевич Пономарёв (1905—1995)                                            | 31 октября 1961  | 8 апреля 1966    | • заведующий Международным отделом Центрального комитета КПСС | [ 217 ] [ 218 ] [ 219 ] |
|         | Александр Петрович Рудаков (1910—1966)                                            | 23 ноября 1962   | 8 апреля 1966    | • председатель Бюро Центрального комитета КПСС по промышленности и строительству — до 16 ноября 1964 • заведующий Отделом тяжёлой промышленности Центрального комитета КПСС | [ 220 ] [ 221 ] [ 222 ] |
|         | Иван Васильевич Спиридонов (1905—1991)                                            | 31 октября 1961  | 23 апреля 1962   | • 1-й секретарь Ленинградского областного комитета КПСС • член Бюро Центрального комитета КПСС по РСФСР | [ 223 ] [ 224 ] [ 225 ] |
|         | Михаил Андреевич Суслов (1902—1982)                                               | 31 октября 1961  | 8 апреля 1966    | • член Президиума Центрального комитета КПСС | [ 142 ] [ 143 ] [ 144 ] |
|         | Виталий Николаевич Титов (1907—1980)                                              | 23 ноября 1962   | 29 сентября 1965 | • заведующий Отделом партийных органов Центрального комитета КПСС по союзным республикам | [ 226 ] [ 227 ] [ 228 ] |
|         | Дмитрий Фёдорович Устинов (1908—1984)                                             | 26 марта 1965    | 8 апреля 1966    | • кандидат в члены Президиума Центрального комитета КПСС | [ 229 ] [ 230 ] [ 231 ] |
|         | Александр Николаевич Шелепин (1918—1994)                                          | 31 октября 1961  | 8 апреля 1966    | • заместитель Председателя Совета министров СССР — по 9 декабря 1965 • Председатель Комитета партийно-государственного контроля Центрального комитета КПСС и Совета министров СССР — по 9 декабря 1965 • член Президиума Центрального комитета КПСС — с 16 ноября 1964                     | [ 232 ] [ 233 ] [ 234 ] |

## Секретариат ЦК КПСС (1966)
Секретариат Центрального комитета КПСС, избранный 8 апреля 1966 года Пленумом Центрального комитета КПСС, избранного на состоявшемся в Москве с 29 марта по 8 апреля 1966 года XXIII съезде КПСС.
| Портрет | Имя (годы жизни)                                               | Полномочия      | Полномочия       | Другие должности | Пр.                     |
| Портрет | Имя (годы жизни)                                               | Начало          | Окончание        | Другие должности | Пр.                     |
| ------- | -------------------------------------------------------------- | --------------- | ---------------- | --- | ----------------------- |
|         | Леонид Ильич Брежнев (1906—1982) Генеральный секретарь ЦК КПСС | 8 апреля 1966   | 9 апреля 1971    | • член Политического бюро Центрального комитета КПСС | [ 155 ] [ 156 ] [ 157 ] |
|         | Юрий Владимирович Андропов (1914—1984)                         | 8 апреля 1966   | 21 июня 1967     | • заведующий Отделом Центрального комитета КПСС по связям с коммунистическими и рабочими партиями социалистических стран — по май 1967 • Председатель Комитета государственной безопасности при Совете министров СССР — с 18 мая 1967 | [ 196 ] [ 197 ] [ 198 ] |
|         | Пётр Нилович Демичев (1917—2010)                               | 8 апреля 1966   | 9 апреля 1971    | • член Политического бюро Центрального комитета КПСС | [ 199 ] [ 200 ] [ 201 ] |
|         | Иван Васильевич Капитонов (1915—2002)                          | 8 апреля 1966   | 9 апреля 1971    | • заведующий Отделом организационно-партийной работы Центрального комитета КПСС | [ 205 ] [ 206 ] [ 207 ] |
|         | Константин Фёдорович Катушев (1927—2010)                       | 10 апреля 1968  | 9 апреля 1971    | • 1-й секретарь Горьковского областного комитета КПСС — до 18 апреля 1968 • заведующий Отделом Центрального комитета КПСС по связям с зарубежными коммунистическими и рабочими партиями социалистических стран                        | [ 236 ] [ 237 ] [ 238 ] |
|         | Андрей Павлович Кириленко (1906—1990)                          | 8 апреля 1966   | 9 апреля 1971    | • член Политического бюро Центрального комитета КПСС | [ 239 ] [ 240 ] [ 241 ] |
|         | Фёдор Давыдович Кулаков (1918—1978)                            | 8 апреля 1966   | 9 апреля 1971    | • заведующий Сельскохозяйственным отделом Центрального комитета КПСС | [ 208 ] [ 209 ] [ 210 ] |
|         | Борис Николаевич Пономарёв (1905—1995)                         | 8 апреля 1966   | 9 апреля 1971    | • заведующий Международным отделом Центрального комитета КПСС | [ 217 ] [ 218 ] [ 219 ] |
|         | Александр Петрович Рудаков (1910—1966)                         | 8 апреля 1966   | 10 июля 1966     | • заведующий Отделом тяжёлой промышленности Центрального комитета КПСС | [ 220 ] [ 221 ] [ 222 ] |
|         | Михаил Сергеевич Соломенцев (1913—2008)                        | 13 декабря 1966 | 9 апреля 1971    | • заведующий Отделом тяжёлой промышленности ЦК КПСС | [ 242 ] [ 243 ] [ 244 ] |
|         | Михаил Андреевич Суслов (1902—1982)                            | 8 апреля 1966   | 9 апреля 1971    | • член Политического бюро Центрального комитета КПСС | [ 142 ] [ 143 ] [ 144 ] |
|         | Дмитрий Фёдорович Устинов (1908—1984)                          | 8 апреля 1966   | 9 апреля 1971    | • кандидат в члены Политического бюро Центрального комитета КПСС | [ 229 ] [ 230 ] [ 231 ] |
|         | Александр Николаевич Шелепин (1918—1994)                       | 8 апреля 1966   | 26 сентября 1967 | • член Политического бюро Центрального комитета КПСС • Председатель Всесоюзного центрального совета профессиональных союзов — с 11 июля 1967                                                                                          | [ 232 ] [ 233 ] [ 234 ] |

## Секретариат ЦК КПСС (1971)
Секретариат Центрального комитета КПСС, избранное 9 апреля 1971 года Пленумом Центрального комитета КПСС, избранного на состоявшемся в Москве с 30 марта по 9 апреля 1971 года XXIV съезде КПСС.
| Портрет | Имя (годы жизни)                                               | Полномочия      | Полномочия      | Другие должности | Пр.                     |
| Портрет | Имя (годы жизни)                                               | Начало          | Окончание       | Другие должности | Пр.                     |
| ------- | -------------------------------------------------------------- | --------------- | --------------- | --- | ----------------------- |
|         | Леонид Ильич Брежнев (1906—1982) Генеральный секретарь ЦК КПСС | 9 апреля 1971   | 5 марта 1976    | • член Политического бюро Центрального комитета КПСС                                                                                           | [ 155 ] [ 156 ] [ 157 ] |
|         | Пётр Нилович Демичев (1917—2010)                               | 9 апреля 1971   | 14 декабря 1974 | • кандидат в члены Политического бюро Центрального комитета КПСС • Министр культуры СССР — с 14 ноября 1974                                    | [ 199 ] [ 200 ] [ 201 ] |
|         | Владимир Иванович Долгих (1924—2020)                           | 18 декабря 1972 | 5 марта 1976    | 1-й секретарь Красноярского краевого комитета КПСС — до 28 декабря 1972                                                                        | [ 246 ] [ 247 ] [ 248 ] |
|         | Иван Васильевич Капитонов (1915—2002)                          | 9 апреля 1971   | 5 марта 1976    | • заведующий Отделом организационно-партийной работы Центрального комитета КПСС                                                                | [ 205 ] [ 206 ] [ 207 ] |
|         | Константин Фёдорович Катушев (1927—2010)                       | 9 апреля 1971   | 5 марта 1976    | • заведующий Отделом Центрального комитета КПСС по связям с зарубежными коммунистическими и рабочими партиями социалистических стран           | [ 236 ] [ 237 ] [ 238 ] |
|         | Андрей Павлович Кириленко (1906—1990)                          | 9 апреля 1971   | 5 марта 1976    | • член Политического бюро Центрального комитета КПСС                                                                                           | [ 239 ] [ 240 ] [ 241 ] |
|         | Фёдор Давыдович Кулаков (1918—1978)                            | 9 апреля 1971   | 5 марта 1976    | • член Политического бюро Центрального комитета КПСС                                                                                           | [ 208 ] [ 209 ] [ 210 ] |
|         | Борис Николаевич Пономарёв (1905—1995)                         | 9 апреля 1971   | 5 марта 1976    | • заведующий Международным отделом Центрального комитета КПСС • кандидат в члены Политического бюро Центрального комитета КПСС — с 19 мая 1972 | [ 217 ] [ 218 ] [ 219 ] |
|         | Михаил Сергеевич Соломенцев (1913—2008)                        | 23 ноября 1971  | 5 марта 1976    | • заведующий Отделом тяжёлой промышленности ЦК КПСС — до июля 1971 • Председатель Совета министров РСФСР — с 28 июля 1971                      | [ 242 ] [ 243 ] [ 244 ] |
|         | Михаил Андреевич Суслов (1902—1982)                            | 9 апреля 1971   | 5 марта 1976    | • член Политического бюро Центрального комитета КПСС                                                                                           | [ 142 ] [ 143 ] [ 144 ] |
|         | Дмитрий Фёдорович Устинов (1908—1984)                          | 9 апреля 1971   | 5 марта 1976    | • кандидат в члены Политического бюро Центрального комитета КПСС                                                                               | [ 229 ] [ 230 ] [ 231 ] |

## Секретариат ЦК КПСС (1976)
Секретариат Центрального комитета КПСС, избранный 5 марта 1976 года Пленумом Центрального комитета КПСС, избранного на состоявшемся в Москве с 24 февраля по 5 марта 1976 года XXV съезде КПСС.
| Портрет | Имя (годы жизни)                                                    | Полномочия      | Полномочия      | Другие должности | Пр.                     |
| Портрет | Имя (годы жизни)                                                    | Начало          | Окончание       | Другие должности | Пр.                     |
| ------- | ------------------------------------------------------------------- | --------------- | --------------- | --- | ----------------------- |
|         | Леонид Ильич Брежнев (1906—1982) Генеральный секретарь ЦК КПСС      | 5 марта 1976    | 3 марта 1981    | • член Политического бюро Центрального комитета КПСС • Председатель Президиума Верховного Совета СССР — с 16 июня 1977                                                                                  | [ 155 ] [ 156 ] [ 157 ] |
|         | Михаил Сергеевич Горбачёв (1931—2022)                               | 27 ноября 1978  | 3 марта 1981    | •1-й секретарь Ставропольского краевого комитета КПСС — по 4 декабря 1978 • член Политического бюро Центрального комитета КПСС — с 27 ноября 1979                                                       | [ 250 ] [ 251 ] [ 252 ] |
|         | Владимир Иванович Долгих (1924—2020)                                | 5 марта 1976    | 3 марта 1981    | • заведующий Отделом тяжёлой промышленности Центрального комитета КПСС | [ 246 ] [ 247 ] [ 248 ] |
|         | Михаил Васильевич Зимянин (1914—1995) бел. Міхаіл Васілевіч Зімянін | 5 марта 1976    | 3 марта 1981    | | [ 253 ] [ 254 ] [ 255 ] |
|         | Иван Васильевич Капитонов (1915—2002)                               | 5 марта 1976    | 3 марта 1981    | • заведующий Отделом организационно-партийной работы Центрального комитета КПСС | [ 205 ] [ 206 ] [ 207 ] |
|         | Константин Фёдорович Катушев (1927—2010)                            | 5 марта 1976    | 24 мая 1977     | • заведующий Отделом Центрального комитета КПСС по связям с зарубежными коммунистическими и рабочими партиями социалистических стран • заместитель Председателя Совета министров СССР — с 16 марта 1977 | [ 236 ] [ 237 ] [ 238 ] |
|         | Андрей Павлович Кириленко (1906—1990)                               | 5 марта 1976    | 3 марта 1981    | • член Политического бюро Центрального комитета КПСС | [ 239 ] [ 240 ] [ 241 ] |
|         | Фёдор Давыдович Кулаков (1918—1978)                                 | 5 марта 1976    | 17 июля 1978    | • член Политического бюро Центрального комитета КПСС | [ 208 ] [ 209 ] [ 210 ] |
|         | Борис Николаевич Пономарёв (1905—1995)                              | 5 марта 1976    | 3 марта 1981    | • кандидат в члены Политического бюро Центрального комитета КПСС | [ 217 ] [ 218 ] [ 219 ] |
|         | Константин Викторович Русаков (1909—1993)                           | 24 мая 1977     | 3 марта 1981    | заведующий Отделом ЦК КПСС по связям с коммунистическими и рабочими партиями социалистических стран | [ 256 ] [ 257 ] [ 258 ] |
|         | Яков Петрович Рябов (1928—2018)                                     | 26 октября 1976 | 17 апреля 1979  | 1-й секретарь Свердловского областного комитета КПСС — по 2 ноября 1976 | [ 259 ] [ 260 ] [ 261 ] |
|         | Михаил Андреевич Суслов (1902—1982)                                 | 5 марта 1976    | 3 марта 1981    | • член Политического бюро Центрального комитета КПСС | [ 142 ] [ 143 ] [ 144 ] |
|         | Дмитрий Фёдорович Устинов (1908—1984)                               | 5 марта 1976    | 26 октября 1976 | • Министр обороны СССР — с 29 апреля 1976 | [ 229 ] [ 230 ] [ 231 ] |
|         | Константин Устинович Черненко (1911—1985)                           | 5 марта 1976    | 3 марта 1981    | • кандидат в члены Политического бюро Центрального комитета КПСС — до 27 ноября 1977 • член Политического бюро Центрального комитета КПСС — с 27 ноября 1977                                            | [ 262 ] [ 263 ] [ 264 ] |

## Секретариат ЦК КПСС (1981)
Секретариат Центрального комитета КПСС, избранный 3 марта 1981 года Пленумом Центрального комитета КПСС, избранного на состоявшемся в Москве с 23 февраля по 3 марта 1981 года XXVI съезде КПСС.
Сохранён алфавитный порядок размещения записей о Юрии Владимировиче Андропове, избранном на пост Генерального секретаря ЦК КПСС на Пленуме ЦК КПСС, состоявшемся 12 ноября 1982 года, о Константине Устиновиче Черненко, избранном на пост Генерального секретаря ЦК КПСС на Пленуме ЦК КПСС, состоявшемся 13 февраля 1984 года, и Михаиле Сергеевиче Горбачёве, избранном на пост Генерального секретаря ЦК КПСС на Пленуме ЦК КПСС, состоявшемся 11 марта 1985 года.
| Портрет | Имя (годы жизни)                                                                                             | Полномочия      | Полномочия      | Другие должности | Пр.                     |
| Портрет | Имя (годы жизни)                                                                                             | Начало          | Окончание       | Другие должности | Пр.                     |
| ------- | --- | --------------- | --------------- | --- | ----------------------- |
|         | Леонид Ильич Брежнев (1906—1982) Генеральный секретарь ЦК КПСС (по 10 ноября 1982)                           | 3 марта 1981    | 10 ноября 1982  | • член Политического бюро Центрального комитета КПСС • Председатель Президиума Верховного Совета СССР | [ 155 ] [ 156 ] [ 157 ] |
|         | Юрий Владимирович Андропов (1914—1984) Генеральный секретарь ЦК КПСС (с 12 ноября 1982 до 9 февраля 1984)    | 24 мая 1982     | 9 февраля 1984  | • член Политического бюро Центрального комитета КПСС • Председатель Комитета государственной безопасности СССР — до 26 мая 1982 • Председатель Президиума Верховного Совета СССР — с 16 июня 1983                                                                                           | [ 196 ] [ 197 ] [ 198 ] |
|         | Михаил Сергеевич Горбачёв (1931—2022) Генеральный секретарь ЦК КПСС (с 11 марта 1985)                        | 3 марта 1981    | 6 марта 1986    | • член Политического бюро Центрального комитета КПСС | [ 250 ] [ 251 ] [ 252 ] |
|         | Владимир Иванович Долгих (1924—2020)                                                                         | 3 марта 1981    | 6 марта 1986    | • заведующий Отделом тяжёлой промышленности Центрального комитета КПСС — до 7 марта 1983 • кандидат в члены Политического бюро Центрального комитета КПСС — с 24 мая 1982 • заведующий Отделом тяжёлой промышленности и энергетики Центрального комитета КПСС — с 7 марта 1983 по март 1984 | [ 246 ] [ 247 ] [ 248 ] |
|         | Борис Николаевич Ельцин (1931—2007)                                                                          | 1 июля 1985     | 18 февраля 1986 | • заведующий Отделом строительства Центрального комитета КПСС — по июль 1985 • 1-й секретарь Московского городского комитета КПСС — с 25 декабря 1985 | [ 266 ] [ 267 ] [ 268 ] |
|         | Лев Николаевич Зайков (1923—2002)                                                                            | 1 июля 1985     | 6 марта 1986    | • 1-й секретарь Ленинградского областного комитета КПСС — до 8 июля 1985 | [ 269 ] [ 270 ] [ 271 ] |
|         | Михаил Васильевич Зимянин (1914—1995) бел. Міхаіл Васілевіч Зімянін                                          | 3 марта 1981    | 6 марта 1986    | | [ 253 ] [ 254 ] [ 255 ] |
|         | Иван Васильевич Капитонов (1915—2002)                                                                        | 3 марта 1981    | 6 марта 1986    | • заведующий Отделом организационно-партийной работы Центрального комитета КПСС — до 1983 | [ 205 ] [ 206 ] [ 207 ] |
|         | Андрей Павлович Кириленко (1906—1990)                                                                        | 3 марта 1981    | 22 ноября 1982  | • член Политического бюро Центрального комитета КПСС | [ 239 ] [ 240 ] [ 241 ] |
|         | Егор Кузьмич Лигачёв (1920—2021)                                                                             | 27 декабря 1983 | 6 марта 1986    | • заведующий Отделом организационно-партийной работы Центрального комитета КПСС — по май 1985 • член Политического бюро Центрального комитета КПСС — с 23 апреля 1985 | [ 272 ] [ 273 ] [ 274 ] |
|         | Виктор Петрович Никонов (1929—1993)                                                                          | 23 апреля 1985  | 6 марта 1986    | • Министр сельского хозяйства РСФСР — по 26 апреля 1985 | [ 275 ] [ 276 ] [ 277 ] |
|         | Борис Николаевич Пономарёв (1905—1995)                                                                       | 3 марта 1981    | 6 марта 1986    | • кандидат в члены Политического бюро Центрального комитета КПСС | [ 217 ] [ 218 ] [ 219 ] |
|         | Григорий Васильевич Романов (1923—2008)                                                                      | 15 июня 1983    | 1 июля 1985     | • член Политического бюро Центрального комитета КПСС • 1-й секретарь Ленинградского областного комитета КПСС — до 21 июня 1983 | [ 278 ] [ 279 ] [ 280 ] |
|         | Константин Викторович Русаков (1909—1993)                                                                    | 3 марта 1981    | 18 февраля 1986 | заведующий Отделом ЦК КПСС по связям с коммунистическими и рабочими партиями социалистических стран | [ 256 ] [ 257 ] [ 258 ] |
|         | Николай Иванович Рыжков (1929—2024)                                                                          | 22 ноября 1982  | 15 октября 1985 | • член Политического бюро Центрального комитета КПСС • Председатель Совета министров СССР — с 27 сентября 1985 | [ 281 ] [ 282 ] [ 283 ] |
|         | Михаил Андреевич Суслов (1902—1982)                                                                          | 3 марта 1981    | 26 января 1982  | • член Политического бюро Центрального комитета КПСС | [ 142 ] [ 143 ] [ 144 ] |
|         | Константин Устинович Черненко (1911—1985) Генеральный секретарь ЦК КПСС (с 13 февраля 1984 до 10 марта 1985) | 3 марта 1981    | 10 марта 1985   | • член Политического бюро Центрального комитета КПСС • Председатель Президиума Верховного Совета СССР — с 11 апреля 1984 | [ 262 ] [ 263 ] [ 264 ] |

## Секретариат ЦК КПСС (1986)
Секретариат Центрального комитета КПСС, избранный 6 марта 1986 года Пленумом Центрального комитета КПСС, избранного на состоявшемся в Москве с 25 февраля по 6 марта 1986 года XXVII съезде КПСС.
| Портрет | Имя (годы жизни)                                                             | Полномочия       | Полномочия       | Другие должности | Пр.                     |
| Портрет | Имя (годы жизни)                                                             | Начало           | Окончание        | Другие должности | Пр.                     |
| ------- | ---------------------------------------------------------------------------- | ---------------- | ---------------- | --- | ----------------------- |
|         | Михаил Сергеевич Горбачёв (1931—2022) Генеральный секретарь ЦК КПСС          | 6 марта 1986     | 14 июля 1990     | • член Политического бюро Центрального комитета КПСС • Председатель Президиума Верховного Совета СССР — с 1 октября 1988 по 25 мая 1989 • Председатель Верховного Совета СССР — с 25 мая 1989 по 15 марта 1990 • Президент СССР — с 15 марта 1990                        | [ 250 ] [ 251 ] [ 252 ] |
|         | Олег Дмитриевич Бакланов (1932—2021)                                         | 18 февраля 1988  | 14 июля 1990     | • Министр общего машиностроения СССР — до 25 марта 1988 | [ 285 ] [ 286 ] [ 287 ] |
|         | Александра Павловна Бирюкова (1929—2008) в дев. Александра Павловна Ачкасова | 6 марта 1986     | 30 сентября 1988 | | [ 288 ] [ 289 ] [ 290 ] |
|         | Андрей Николаевич Гиренко (1936—2017) укр. Андрій Миколайович Гіренко        | 20 сентября 1989 | 14 июля 1990     | • 1-й секретарь Крымского областного комитета КП Украины — до 25 сентября 1989 | [ 291 ] [ 292 ] [ 293 ] |
|         | Анатолий Фёдорович Добрынин (1919—2010)                                      | 6 марта 1986     | 30 сентября 1988 | • Чрезвычайный и полномочный посол СССР в США — до 19 мая 1986 • заведующий Международного отдела Центрального комитета КПСС по связям с коммунистическими партиями капиталистических стран                                                                              | [ 294 ] [ 295 ] [ 296 ] |
|         | Лев Николаевич Зайков (1923—2002)                                            | 6 марта 1986     | 14 июля 1990     | • член Политического бюро Центрального комитета КПСС • 1-й секретарь Московского городского комитета КПСС — с 11 ноября 1987 по 21 ноября 1989 | [ 269 ] [ 270 ] [ 271 ] |
|         | Михаил Васильевич Зимянин (1914—1995) бел. Міхаіл Васілевіч Зімянін          | 6 марта 1986     | 28 января 1987   | | [ 253 ] [ 254 ] [ 255 ] |
|         | Егор Кузьмич Лигачёв (1920—2021)                                             | 6 марта 1986     | 14 июля 1990     | • член Политического бюро Центрального комитета КПСС | [ 272 ] [ 273 ] [ 274 ] |
|         | Анатолий Иванович Лукьянов (1930—2019)                                       | 28 января 1987   | 30 сентября 1988 | • заведующий Отделом административных органов Центрального комитета КПСС | [ 297 ] [ 298 ] [ 299 ] |
|         | Юрий Алексеевич Манаенков (1936—2021)                                        | 20 сентября 1989 | 14 июля 1990     | • 1-й секретарь Липецкого областного комитета КПСС — до 23 сентября 1989 | [ 300 ] [ 301 ] [ 302 ] |
|         | Вадим Андреевич Медведев (1929—2025)                                         | 6 марта 1986     | 14 июля 1990     | • заведующий Отделом Центрального комитета КПСС по связям с коммунистическими и рабочими партиями социалистических стран — до октября 1988 • член Политического бюро Центрального комитета КПСС — с 30 сентября 1988 • член Президентского совета СССР — с 23 марта 1990 | [ 303 ] [ 304 ] [ 305 ] |
|         | Виктор Петрович Никонов (1929—1993)                                          | 6 марта 1986     | 20 сентября 1989 | • член Политического бюро Центрального комитета КПСС — с 26 июня 1987 | [ 275 ] [ 276 ] [ 277 ] |
|         | Георгий Петрович Разумовский (1936—)                                         | 6 марта 1986     | 14 июля 1990     | • заведующий Отделом организационно-партийной работы Центрального комитета КПСС • кандидат в члены Политического бюро Центрального комитета КПСС — с 18 февраля 1988 | [ 306 ] [ 307 ] [ 308 ] |
|         | Николай Никитович Слюньков (1929—2022) бел. Мікалай Мікітавіч Слюнькоў       | 28 января 1987   | 14 июля 1990     | • 1-й секретарь Центрального комитета Коммунистической партии Белоруссии — до 6 февраля 1987 • кандидат в члены Политического бюро Центрального комитета КПСС — до 26 июня 1987 • член Политического бюро Центрального комитета КПСС — с 26 июня 1987                    | [ 309 ] [ 310 ] [ 311 ] |
|         | Егор Семёнович Строев (1937—)                                                | 20 сентября 1989 | 14 июля 1990     | • 1-й секретарь Орловского областного комитета КПСС — до 25 сентября 1989 | [ 312 ] [ 313 ] [ 314 ] |
|         | Гумер Исмагилович Усманов (1936—2021) тат. Гомәр Исмәгыйль улы Усманов       | 20 сентября 1989 | 14 июля 1990     | • 1-й секретарь Татарского областного комитета КПСС — до 23 сентября 1989 • заместитель Председателя Российского бюро Центрального комитета КПСС — с 9 декабря 1989 по 19 июня 1990                                                                                      | [ 315 ] [ 316 ] [ 317 ] |
|         | Иван Тимофеевич Фролов (1929—1999)                                           | 9 декабря 1989   | 14 июля 1990     | • главный редактор газеты «Правда» • президент Философского общества СССР • председатель редакционного совета журнала «Человек» | [ 318 ] [ 319 ] [ 320 ] |
|         | Виктор Михайлович Чебриков (1923—1999)                                       | 30 сентября 1988 | 20 сентября 1989 | • член Политического бюро Центрального комитета КПСС • Председатель Комитета государственной безопасности СССР | [ 321 ] [ 322 ] [ 323 ] |
|         | Александр Николаевич Яковлев (1923—2005)                                     | 6 марта 1986     | 14 июля 1990     | кандидат в члены Политического бюро Центрального комитета КПСС — с 28 января по 26 июня 1987 член Политического бюро Центрального комитета КПСС — с 26 июня 1987 | [ 324 ] [ 325 ] [ 326 ] |

## Секретариат ЦК КПСС (1990)
Секретариат Центрального комитета КПСС, избранный 14 июля 1990 года Пленумом Центрального комитета КПСС, избранного на состоявшемся в Москве со 2 по 13 июля 1990 года XXVIII съезде КПСС.
Постановлением Верховного Совета СССР от 29 августа 1991 года «О ситуации, возникшей в стране в связи с имевшим место государственным переворотом» деятельность КПСС была приостановлена «на основании имеющихся сведений об участии руководящих органов КПСС в подготовке и проведении государственного переворота 18—21 августа 1991 года». Указом Президента РСФСР Б. Н. Ельцина 6 ноября 1991 года деятельность КПСС и Коммунистической партии РСФСР на территории России были запрещены с роспуском организационных структур и обращением имущества в государственную собственность.
| Портрет                              | Имя (годы жизни) | Полномочия     | Полномочия      | Другие должности | Пр.                     |
| Портрет                              | Имя (годы жизни) | Начало         | Окончание       | Другие должности | Пр.                     |
| ------------------------------------ | --- | -------------- | --------------- | --- | ----------------------- |
|                                      | Михаил Сергеевич Горбачёв (1931—2022) Генеральный секретарь ЦК КПСС (до 24 августа 1991)                                                                                  | 14 июля 1990   | 24 августа 1991 | • член Политического бюро Центрального комитета КПСС • Президент СССР | [ 250 ] [ 251 ] [ 252 ] |
|                                      | Владимир Антонович Ивашко (1932—1994) укр. Володимир Антонович Івашко заместитель Генерального секретаря ЦК КПСС (и. о. Генерального секретаря ЦК КПСС с 24 августа 1991) | 14 июля 1990   | 29 августа 1991 | • член Политического бюро Центрального комитета КПСС | [ 331 ] [ 332 ] [ 333 ] |
| секретари Центрального комитета КПСС | |                |                 | |                         |
|                                      | Олег Дмитриевич Бакланов (1932—2021) | 14 июля 1990   | 29 августа 1991 | • 1-й заместитель Председателя Совета обороны при Президенте СССР — с марта 1991 | [ 285 ] [ 286 ] [ 287 ] |
|                                      | Борис Вениаминович Гидаспов (1933—2007) | 14 июля 1990   | 29 августа 1991 | • 1-й секретарь Ленинградского областного комитета КПСС — до 23 августа 1991 | [ 334 ] [ 335 ] [ 336 ] |
|                                      | Андрей Николаевич Гиренко (1936—2017) укр. Андрій Миколайович Гіренко | 14 июля 1990   | 29 августа 1991 | | [ 291 ] [ 292 ] [ 293 ] |
|                                      | Александр Сергеевич Дзасохов (1934—) осет. Дзасохты Сергейы фырт Алыксандр                                                                                                | 14 июля 1990   | 29 августа 1991 | • член Политического бюро Центрального комитета КПСС | [ 337 ] [ 338 ] [ 339 ] |
|                                      | Владимир Валерьянович Калашников (1947—) | 26 июля 1991   | 29 августа 1991 | • декан факультета Ленинградского электротехнического института имени В. И. Ульянова (Ленина)                                                                                           | [ 340 ] [ 341 ] [ 342 ] |
|                                      | Валентин Александрович Купцов (1937—) | 14 июля 1990   | 29 августа 1991 | • заведующий Отделом Центрального комитета КПСС по связям с общественно-политическими организациями                                                                                     | [ 343 ] [ 344 ] [ 345 ] |
|                                      | Пётр Кириллович Лучинский (1940—) рум. Petru Lucinschi | 31 января 1991 | 29 августа 1991 | • член Политического бюро Центрального комитета КПСС • 1-й секретарь Центрального комитета Коммунистической партии Молдавии — до 5 февраля 1991                                         | [ 346 ] [ 347 ] [ 348 ] |
|                                      | Юрий Алексеевич Манаенков (1936—2021) | 14 июля 1990   | 29 августа 1991 | • заведующий Организационным отделом Центрального комитета КПСС | [ 300 ] [ 301 ] [ 302 ] |
|                                      | Иван Иванович Мельников (1950—) | 26 июля 1991   | 29 августа 1991 | • секретарь партийного комитета Московского государственного университета имени М. В. Ломоносова                                                                                        | [ 349 ] [ 350 ] [ 351 ] |
|                                      | Галина Владимировна Семёнова (1937—2017) | 14 июля 1990   | 29 августа 1991 | • член Политического бюро Центрального комитета КПСС | [ 352 ] [ 353 ] [ 354 ] |
|                                      | Егор Семёнович Строев (1937—) | 14 июля 1990   | 29 августа 1991 | • член Политического бюро Центрального комитета КПСС | [ 312 ] [ 313 ] [ 314 ] |
|                                      | Валентин Михайлович Фалин (1926—2018) | 14 июля 1990   | 29 августа 1991 | • заведующий Международным отделом Центрального комитета КПСС | [ 355 ] [ 356 ] [ 357 ] |
|                                      | Олег Семёнович Шенин (1937—2009) | 14 июля 1990   | 29 августа 1991 | • член Политического бюро Центрального комитета КПСС | [ 358 ] [ 359 ] [ 360 ] |
|                                      | Геннадий Иванович Янаев (1937—2010) | 14 июля 1990   | 31 января 1991  | • член Политического бюро Центрального комитета КПСС • Председатель Всесоюзного центрального совета профессиональных союзов — до 20 июля 1990 • Вице-президент СССР — с 27 декабря 1990 | [ 361 ] [ 362 ] [ 363 ] |
| члены Секретариата                   | |                |                 | |                         |
|                                      | Виктор Васильевич Анискин (1948—2013) | 14 июля 1990   | 29 августа 1991 | • председатель колхоза им. М. Горького Клинского района Московской области | [ 364 ] [ 365 ] [ 366 ] |
|                                      | Валентин Алексеевич Гайворонский (1948—) | 14 июля 1990   | 29 августа 1991 | • электросварщик Мариупольского производственного объединения «Азовмаш» | [ 367 ] [ 368 ] [ 369 ] |
|                                      | Александр Николаевич Мальцев (1952—) | 26 июля 1991   | 29 августа 1991 | • 1-й секретарь Нижегородского городского комитета Коммунистической партии РСФСР | [ 370 ] [ 371 ] [ 372 ] |
|                                      | Иван Иванович Мельников (1950—) | 14 июля 1990   | 26 июля 1991    | • секретарь партийного комитета Московского государственного университета имени М. В. Ломоносова                                                                                        | [ 349 ] [ 350 ] [ 351 ] |
|                                      | Александр Иванович Тепленичев (1937—) | 14 июля 1990   | 29 августа 1991 | • секретарь партийного комитета Новолипецкого металлургического комбината им. Ю. В. Андропова                                                                                           | [ 373 ] [ 374 ] [ 375 ] |
|                                      | Гулчехра Тургунова (1944—) | 14 июля 1990   | 29 августа 1991 | • ткачиха Маргиланского производственного объединения ковровых тканей «Атлас» Ферганской области                                                                                        | [ 376 ] [ 377 ] [ 378 ] |